# Poecilanthe
Poecilanthe là một chi rau đậu thuộc họ Fabaceae.

## Danh sách loài
Nó gồm các loài:
- Poecilanthe amazonica
- Poecilanthe effusa
- Poecilanthe falcata
- Poecilanthe grandiflora
- Poecilanthe hostmannii
- Poecilanthe hostmanni
- Poecilanthe itapuana
- Poecilanthe ovalifolia
- Poecilanthe parviflora
- Poecilanthe subcordata
- Poecilanthe ulei